# 1672
Portal Geschichte | Portal Biografien | Aktuelle Ereignisse | Jahreskalender | Tagesartikel

◄ |
16. Jahrhundert |
17. Jahrhundert
| 18. Jahrhundert | ►

◄ |
1640er |
1650er |
1660er |
1670er
| 1680er | 1690er | 1700er | ►

◄◄ |
◄ |
1668 |
1669 |
1670 |
1671 |
1672
| 1673 | 1674 | 1675 | 1676 | ► | ►►
Staatsoberhäupter  · Nekrolog   · Musikjahr
| Januar | Januar | Januar | Januar | Januar | Januar | Januar | Januar |
| Kw     | Mo     | Di     | Mi     | Do     | Fr     | Sa     | So     |
| ------ | ------ | ------ | ------ | ------ | ------ | ------ | ------ |
| 53     |        |        |        |        | 1      | 2      | 3      |
| 1      | 4      | 5      | 6      | 7      | 8      | 9      | 10     |
| 2      | 11     | 12     | 13     | 14     | 15     | 16     | 17     |
| 3      | 18     | 19     | 20     | 21     | 22     | 23     | 24     |
| 4      | 25     | 26     | 27     | 28     | 29     | 30     | 31     |

| Februar | Februar | Februar | Februar | Februar | Februar | Februar | Februar |
| Kw      | Mo      | Di      | Mi      | Do      | Fr      | Sa      | So      |
| ------- | ------- | ------- | ------- | ------- | ------- | ------- | ------- |
| 5       | 1       | 2       | 3       | 4       | 5       | 6       | 7       |
| 6       | 8       | 9       | 10      | 11      | 12      | 13      | 14      |
| 7       | 15      | 16      | 17      | 18      | 19      | 20      | 21      |
| 8       | 22      | 23      | 24      | 25      | 26      | 27      | 28      |
| 9       | 29      |         |         |         |         |         |         |

| März | März | März | März | März | März | März | März |
| Kw   | Mo   | Di   | Mi   | Do   | Fr   | Sa   | So   |
| ---- | ---- | ---- | ---- | ---- | ---- | ---- | ---- |
| 9    |      | 1    | 2    | 3    | 4    | 5    | 6    |
| 10   | 7    | 8    | 9    | 10   | 11   | 12   | 13   |
| 11   | 14   | 15   | 16   | 17   | 18   | 19   | 20   |
| 12   | 21   | 22   | 23   | 24   | 25   | 26   | 27   |
| 13   | 28   | 29   | 30   | 31   |      |      |      |

| April | April | April | April | April | April | April | April |
| Kw    | Mo    | Di    | Mi    | Do    | Fr    | Sa    | So    |
| ----- | ----- | ----- | ----- | ----- | ----- | ----- | ----- |
| 13    |       |       |       |       | 1     | 2     | 3     |
| 14    | 4     | 5     | 6     | 7     | 8     | 9     | 10    |
| 15    | 11    | 12    | 13    | 14    | 15    | 16    | 17    |
| 16    | 18    | 19    | 20    | 21    | 22    | 23    | 24    |
| 17    | 25    | 26    | 27    | 28    | 29    | 30    |       |

| Mai | Mai | Mai | Mai | Mai | Mai | Mai | Mai |
| Kw  | Mo  | Di  | Mi  | Do  | Fr  | Sa  | So  |
| --- | --- | --- | --- | --- | --- | --- | --- |
| 17  |     |     |     |     |     |     | 1   |
| 18  | 2   | 3   | 4   | 5   | 6   | 7   | 8   |
| 19  | 9   | 10  | 11  | 12  | 13  | 14  | 15  |
| 20  | 16  | 17  | 18  | 19  | 20  | 21  | 22  |
| 21  | 23  | 24  | 25  | 26  | 27  | 28  | 29  |
| 22  | 30  | 31  |     |     |     |     |     |

| Juni | Juni | Juni | Juni | Juni | Juni | Juni | Juni |
| Kw   | Mo   | Di   | Mi   | Do   | Fr   | Sa   | So   |
| ---- | ---- | ---- | ---- | ---- | ---- | ---- | ---- |
| 22   |      |      | 1    | 2    | 3    | 4    | 5    |
| 23   | 6    | 7    | 8    | 9    | 10   | 11   | 12   |
| 24   | 13   | 14   | 15   | 16   | 17   | 18   | 19   |
| 25   | 20   | 21   | 22   | 23   | 24   | 25   | 26   |
| 26   | 27   | 28   | 29   | 30   |      |      |      |

| Juli | Juli | Juli | Juli | Juli | Juli | Juli | Juli |
| Kw   | Mo   | Di   | Mi   | Do   | Fr   | Sa   | So   |
| ---- | ---- | ---- | ---- | ---- | ---- | ---- | ---- |
| 26   |      |      |      |      | 1    | 2    | 3    |
| 27   | 4    | 5    | 6    | 7    | 8    | 9    | 10   |
| 28   | 11   | 12   | 13   | 14   | 15   | 16   | 17   |
| 29   | 18   | 19   | 20   | 21   | 22   | 23   | 24   |
| 30   | 25   | 26   | 27   | 28   | 29   | 30   | 31   |

| August | August | August | August | August | August | August | August |
| Kw     | Mo     | Di     | Mi     | Do     | Fr     | Sa     | So     |
| ------ | ------ | ------ | ------ | ------ | ------ | ------ | ------ |
| 31     | 1      | 2      | 3      | 4      | 5      | 6      | 7      |
| 32     | 8      | 9      | 10     | 11     | 12     | 13     | 14     |
| 33     | 15     | 16     | 17     | 18     | 19     | 20     | 21     |
| 34     | 22     | 23     | 24     | 25     | 26     | 27     | 28     |
| 35     | 29     | 30     | 31     |        |        |        |        |

| September | September | September | September | September | September | September | September |
| Kw        | Mo        | Di        | Mi        | Do        | Fr        | Sa        | So        |
| --------- | --------- | --------- | --------- | --------- | --------- | --------- | --------- |
| 35        |           |           |           | 1         | 2         | 3         | 4         |
| 36        | 5         | 6         | 7         | 8         | 9         | 10        | 11        |
| 37        | 12        | 13        | 14        | 15        | 16        | 17        | 18        |
| 38        | 19        | 20        | 21        | 22        | 23        | 24        | 25        |
| 39        | 26        | 27        | 28        | 29        | 30        |           |           |

| Oktober | Oktober | Oktober | Oktober | Oktober | Oktober | Oktober | Oktober |
| Kw      | Mo      | Di      | Mi      | Do      | Fr      | Sa      | So      |
| ------- | ------- | ------- | ------- | ------- | ------- | ------- | ------- |
| 39      |         |         |         |         |         | 1       | 2       |
| 40      | 3       | 4       | 5       | 6       | 7       | 8       | 9       |
| 41      | 10      | 11      | 12      | 13      | 14      | 15      | 16      |
| 42      | 17      | 18      | 19      | 20      | 21      | 22      | 23      |
| 43      | 24      | 25      | 26      | 27      | 28      | 29      | 30      |
| 44      | 31      |         |         |         |         |         |         |

| November | November | November | November | November | November | November | November |
| Kw       | Mo       | Di       | Mi       | Do       | Fr       | Sa       | So       |
| -------- | -------- | -------- | -------- | -------- | -------- | -------- | -------- |
| 44       |          | 1        | 2        | 3        | 4        | 5        | 6        |
| 45       | 7        | 8        | 9        | 10       | 11       | 12       | 13       |
| 46       | 14       | 15       | 16       | 17       | 18       | 19       | 20       |
| 47       | 21       | 22       | 23       | 24       | 25       | 26       | 27       |
| 48       | 28       | 29       | 30       |          |          |          |          |

| Dezember | Dezember | Dezember | Dezember | Dezember | Dezember | Dezember | Dezember |
| Kw       | Mo       | Di       | Mi       | Do       | Fr       | Sa       | So       |
| -------- | -------- | -------- | -------- | -------- | -------- | -------- | -------- |
| 48       |          |          |          | 1        | 2        | 3        | 4        |
| 49       | 5        | 6        | 7        | 8        | 9        | 10       | 11       |
| 50       | 12       | 13       | 14       | 15       | 16       | 17       | 18       |
| 51       | 19       | 20       | 21       | 22       | 23       | 24       | 25       |
| 52       | 26       | 27       | 28       | 29       | 30       | 31       |          |

| Januar | Januar | Januar | Januar | Januar | Januar | Januar | Januar |
| Kw     | Mo     | Di     | Mi     | Do     | Fr     | Sa     | So     |
| ------ | ------ | ------ | ------ | ------ | ------ | ------ | ------ |
| 53     |        |        |        |        | 1      | 2      | 3      |
| 1      | 4      | 5      | 6      | 7      | 8      | 9      | 10     |
| 2      | 11     | 12     | 13     | 14     | 15     | 16     | 17     |
| 3      | 18     | 19     | 20     | 21     | 22     | 23     | 24     |
| 4      | 25     | 26     | 27     | 28     | 29     | 30     | 31     |

| Februar | Februar | Februar | Februar | Februar | Februar | Februar | Februar |
| Kw      | Mo      | Di      | Mi      | Do      | Fr      | Sa      | So      |
| ------- | ------- | ------- | ------- | ------- | ------- | ------- | ------- |
| 5       | 1       | 2       | 3       | 4       | 5       | 6       | 7       |
| 6       | 8       | 9       | 10      | 11      | 12      | 13      | 14      |
| 7       | 15      | 16      | 17      | 18      | 19      | 20      | 21      |
| 8       | 22      | 23      | 24      | 25      | 26      | 27      | 28      |
| 9       | 29      |         |         |         |         |         |         |

| März | März | März | März | März | März | März | März |
| Kw   | Mo   | Di   | Mi   | Do   | Fr   | Sa   | So   |
| ---- | ---- | ---- | ---- | ---- | ---- | ---- | ---- |
| 9    |      | 1    | 2    | 3    | 4    | 5    | 6    |
| 10   | 7    | 8    | 9    | 10   | 11   | 12   | 13   |
| 11   | 14   | 15   | 16   | 17   | 18   | 19   | 20   |
| 12   | 21   | 22   | 23   | 24   | 25   | 26   | 27   |
| 13   | 28   | 29   | 30   | 31   |      |      |      |

| April | April | April | April | April | April | April | April |
| Kw    | Mo    | Di    | Mi    | Do    | Fr    | Sa    | So    |
| ----- | ----- | ----- | ----- | ----- | ----- | ----- | ----- |
| 13    |       |       |       |       | 1     | 2     | 3     |
| 14    | 4     | 5     | 6     | 7     | 8     | 9     | 10    |
| 15    | 11    | 12    | 13    | 14    | 15    | 16    | 17    |
| 16    | 18    | 19    | 20    | 21    | 22    | 23    | 24    |
| 17    | 25    | 26    | 27    | 28    | 29    | 30    |       |

| Mai | Mai | Mai | Mai | Mai | Mai | Mai | Mai |
| Kw  | Mo  | Di  | Mi  | Do  | Fr  | Sa  | So  |
| --- | --- | --- | --- | --- | --- | --- | --- |
| 17  |     |     |     |     |     |     | 1   |
| 18  | 2   | 3   | 4   | 5   | 6   | 7   | 8   |
| 19  | 9   | 10  | 11  | 12  | 13  | 14  | 15  |
| 20  | 16  | 17  | 18  | 19  | 20  | 21  | 22  |
| 21  | 23  | 24  | 25  | 26  | 27  | 28  | 29  |
| 22  | 30  | 31  |     |     |     |     |     |

| Juni | Juni | Juni | Juni | Juni | Juni | Juni | Juni |
| Kw   | Mo   | Di   | Mi   | Do   | Fr   | Sa   | So   |
| ---- | ---- | ---- | ---- | ---- | ---- | ---- | ---- |
| 22   |      |      | 1    | 2    | 3    | 4    | 5    |
| 23   | 6    | 7    | 8    | 9    | 10   | 11   | 12   |
| 24   | 13   | 14   | 15   | 16   | 17   | 18   | 19   |
| 25   | 20   | 21   | 22   | 23   | 24   | 25   | 26   |
| 26   | 27   | 28   | 29   | 30   |      |      |      |

| Juli | Juli | Juli | Juli | Juli | Juli | Juli | Juli |
| Kw   | Mo   | Di   | Mi   | Do   | Fr   | Sa   | So   |
| ---- | ---- | ---- | ---- | ---- | ---- | ---- | ---- |
| 26   |      |      |      |      | 1    | 2    | 3    |
| 27   | 4    | 5    | 6    | 7    | 8    | 9    | 10   |
| 28   | 11   | 12   | 13   | 14   | 15   | 16   | 17   |
| 29   | 18   | 19   | 20   | 21   | 22   | 23   | 24   |
| 30   | 25   | 26   | 27   | 28   | 29   | 30   | 31   |

| August | August | August | August | August | August | August | August |
| Kw     | Mo     | Di     | Mi     | Do     | Fr     | Sa     | So     |
| ------ | ------ | ------ | ------ | ------ | ------ | ------ | ------ |
| 31     | 1      | 2      | 3      | 4      | 5      | 6      | 7      |
| 32     | 8      | 9      | 10     | 11     | 12     | 13     | 14     |
| 33     | 15     | 16     | 17     | 18     | 19     | 20     | 21     |
| 34     | 22     | 23     | 24     | 25     | 26     | 27     | 28     |
| 35     | 29     | 30     | 31     |        |        |        |        |

| September | September | September | September | September | September | September | September |
| Kw        | Mo        | Di        | Mi        | Do        | Fr        | Sa        | So        |
| --------- | --------- | --------- | --------- | --------- | --------- | --------- | --------- |
| 35        |           |           |           | 1         | 2         | 3         | 4         |
| 36        | 5         | 6         | 7         | 8         | 9         | 10        | 11        |
| 37        | 12        | 13        | 14        | 15        | 16        | 17        | 18        |
| 38        | 19        | 20        | 21        | 22        | 23        | 24        | 25        |
| 39        | 26        | 27        | 28        | 29        | 30        |           |           |

| Oktober | Oktober | Oktober | Oktober | Oktober | Oktober | Oktober | Oktober |
| Kw      | Mo      | Di      | Mi      | Do      | Fr      | Sa      | So      |
| ------- | ------- | ------- | ------- | ------- | ------- | ------- | ------- |
| 39      |         |         |         |         |         | 1       | 2       |
| 40      | 3       | 4       | 5       | 6       | 7       | 8       | 9       |
| 41      | 10      | 11      | 12      | 13      | 14      | 15      | 16      |
| 42      | 17      | 18      | 19      | 20      | 21      | 22      | 23      |
| 43      | 24      | 25      | 26      | 27      | 28      | 29      | 30      |
| 44      | 31      |         |         |         |         |         |         |

| November | November | November | November | November | November | November | November |
| Kw       | Mo       | Di       | Mi       | Do       | Fr       | Sa       | So       |
| -------- | -------- | -------- | -------- | -------- | -------- | -------- | -------- |
| 44       |          | 1        | 2        | 3        | 4        | 5        | 6        |
| 45       | 7        | 8        | 9        | 10       | 11       | 12       | 13       |
| 46       | 14       | 15       | 16       | 17       | 18       | 19       | 20       |
| 47       | 21       | 22       | 23       | 24       | 25       | 26       | 27       |
| 48       | 28       | 29       | 30       |          |          |          |          |

| Dezember | Dezember | Dezember | Dezember | Dezember | Dezember | Dezember | Dezember |
| Kw       | Mo       | Di       | Mi       | Do       | Fr       | Sa       | So       |
| -------- | -------- | -------- | -------- | -------- | -------- | -------- | -------- |
| 48       |          |          |          | 1        | 2        | 3        | 4        |
| 49       | 5        | 6        | 7        | 8        | 9        | 10       | 11       |
| 50       | 12       | 13       | 14       | 15       | 16       | 17       | 18       |
| 51       | 19       | 20       | 21       | 22       | 23       | 24       | 25       |
| 52       | 26       | 27       | 28       | 29       | 30       | 31       |          |

## Ereignisse

### Politik und Weltgeschehen

#### Englisch-Niederländischer Krieg / Holländischer Krieg

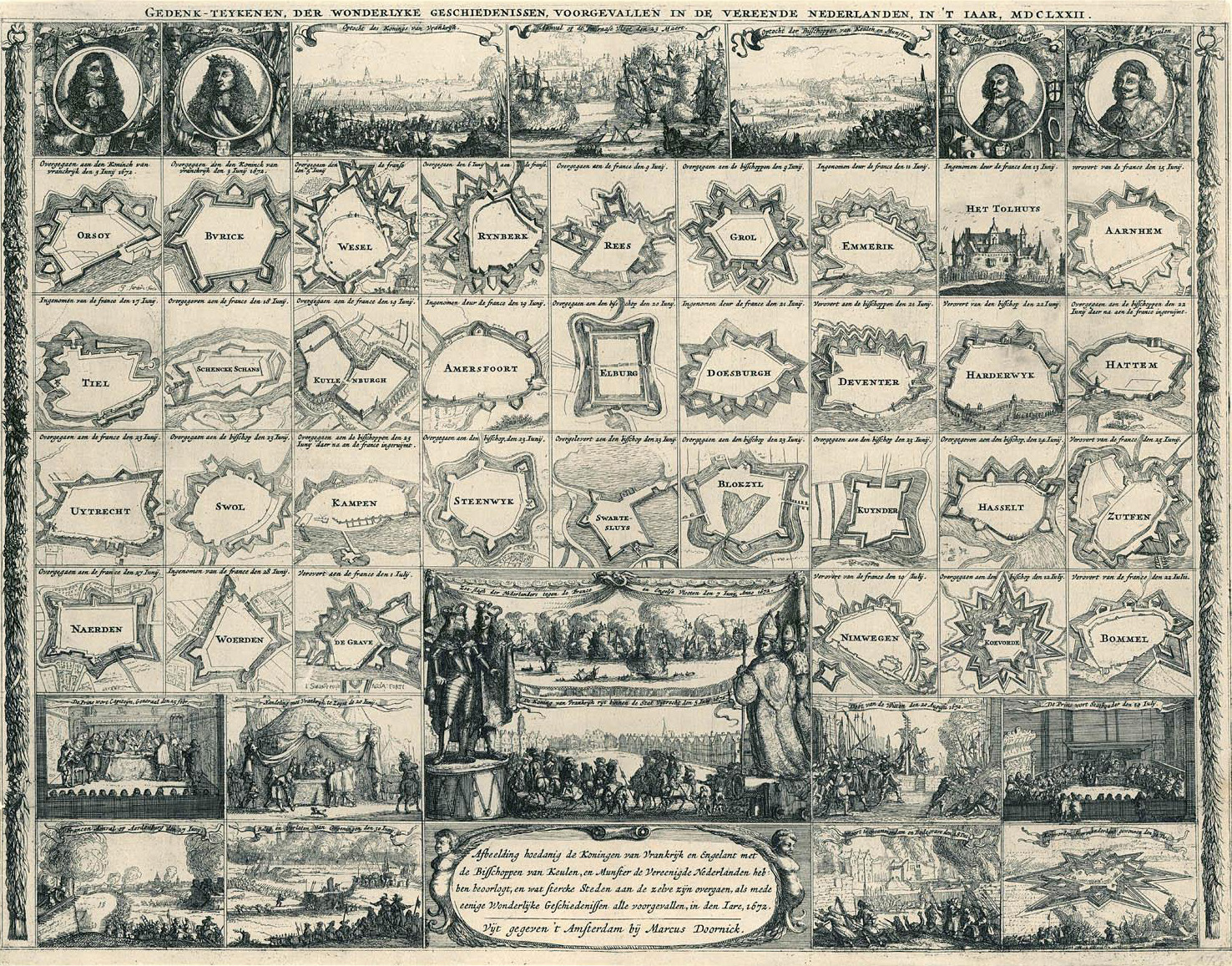
Die Ereignisse in den Niederlanden 1672

- März: Der englische König Karl II. erklärt den Niederlanden den Krieg. Der Englisch-Niederländische Krieg ist der dritte Krieg in einer Reihe von Seekriegen zwischen den beiden Ländern im 17./18. Jahrhundert und weitet sich bald zu einem gesamteuropäischen Konflikt aus. Das Rampjaar der Niederländer beginnt, mit dem das Ende des Goldenen Zeitalters der Niederlande eingeläutet wird.
- 6. April: Der französische König Ludwig XIV. erklärt der Republik der Sieben Vereinigten Niederlande den Krieg. In der Folgezeit marschiert er mit Truppen in das Land ein. Sein Vorstoß ist mit anderen Mächten wie Köln und Münster unter anderem durch den Vertrag von Dover diplomatisch abgesichert.

Die brennende Royal James in der Seeschlacht von Solebay, Willem van de Velde der Jüngere

- 7. Juni: In der Seeschlacht in der Solebay können die Niederlande unter Admiral Michiel de Ruyter mit einem Überraschungsangriff die Seeblockade ihrer Küste durch die englisch-französische Flotte verhindern.
- Juli: Christoph Bernhard von Galen, Fürstbischof zu Münster, marschiert in den Niederlanden ein und erobert mehrere Ortschaften, darunter die Festung Coevorden. Am 21. Juli beginnt er mit der Belagerung von Groningen.
- 20. August: Der niederländische Politiker Johan de Witt wird zusammen mit seinem Bruder Cornelis de Witt von Anhängern des Hauses Oranien brutal ermordet. Den Brüdern wird die Verantwortung für die Kriege im Rampjaar in die Schuhe geschoben. Wilhelm III. von Oranien wird im Anschluss zum Statthalter, Generalkapitän und Admiral der Niederlande gewählt.

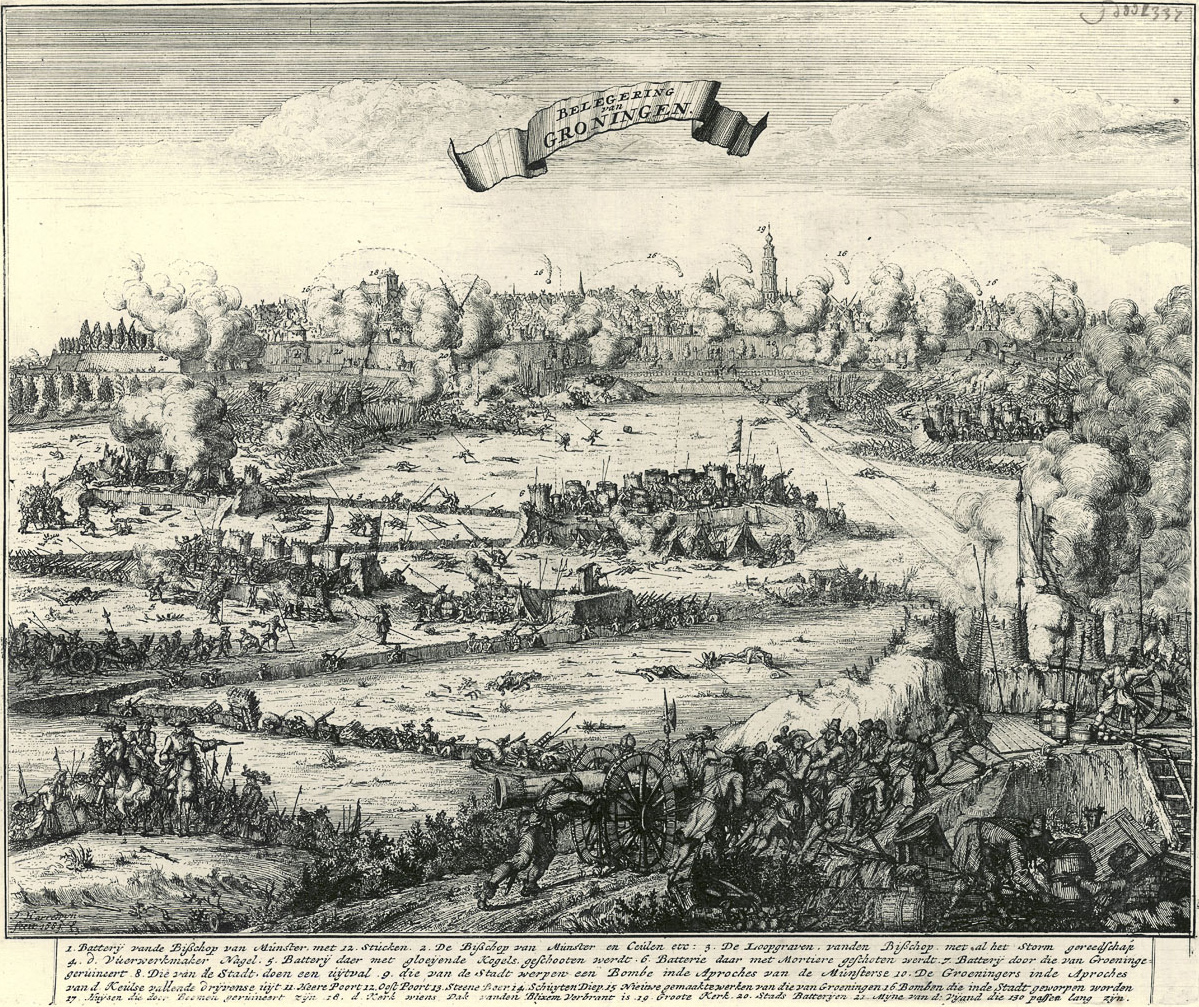
Belagerung von Groningen

- 28. August: Die Provinzstadt Groningen unter Carl von Rabenhaupt befreit sich aus der Belagerung durch Christoph Bernhard von Galen. Ab 1700 wird das Fest Gronings Ontzet zur Erinnerung an das Ereignis gefeiert. Rabenhaupt gelingt im Dezember die Rückeroberung von Coevorden.

#### Osmanisch-Polnischer Krieg
- August: Das Osmanische Reich betritt im Osmanisch-Polnischen Krieg mit einer Streitmacht von bis zu 100.000 Mann Kampftruppen unter der Führung von Großwesir Köprülü Fâzıl Ahmed unter Sultan Mehmed IV. das Gebiet der polnischen Ukraine und erobert am 26. August die Festung Kamieniec Podolski. Aufgrund innerer Zerwürfnisse zwischen dem König Michael Wisniowiecki, der 1669 durch die Masse des Kleinadels an die Macht gekommen ist, und den Magnaten, die den König zur Abdankung zwingen wollen, ist das geschwächte Polen-Litauen für einen erneuten Krieg völlig unvorbereitet, außerdem kann der durch das Liberum Veto in der ersten Hälfte des Jahres durch die Anhänger des Königs zweimal blockierte polnische Reichstag keine höheren Steuern anordnen, um das Truppenkontingent im Angesicht der osmanischen Kriegserklärung zu erhöhen.
- 20. September: Das osmanische Heer beginnt mit der Belagerung von Lemberg. Die Krimtataren beginnen mit Razzien zwischen den Flüssen Wieprz, San, Bug und Wislok, in einem Gebiet, das die Städte Zamość, Lemberg, Biecz und Drohobytsch umschließt.
- 5. bis 14. Oktober: Jan Sobieski führt mit einer bis zu 4.000 Mann starken Privat-Kavallerie einen „Kriegszug gegen die Tataren-Razzien“ („Wyprawa Sobieskiego na czambuly tatarskie“). Er kann damit bis zu 44.000 Menschen aus der Gefangenschaft des Krimkhanats befreien, die man in die Sklaverei auf die Halbinsel Krim getrieben hat. Sein Feldzug hat allerdings keinen Einfluss auf den Ausgang der Kampagne des Jahres 1672.
- 18. Oktober: Der Vertrag von Buczacz spricht dem Osmanischen Reich Podolien mit der Festung Kamieniec Podolski und fast die gesamte rechtsufrige Ukraine den Doroschenko-Kosaken als Vasallen der Hohen Pforte zu. Zudem verpflichtete sich die polnische Krone dem türkischen Sultan einen jährlichen Tribut von 22.000 „Czerwony Złoty“ zu leisten.

#### Weitere Ereignisse in Europa
- 28. Februar: Herzog Christian von Liegnitz, Brieg, Ohlau und Wohlau stirbt. Sein Sohn Georg Wilhelm I. besteigt mit zwölf Jahren als letzter Herrscher der schlesischen Piasten den Thron. Noch zu seinen Lebzeiten hat Herzog Christian verfügt, wie die Regentschaft seines Landes nach seinem Tod zu regeln sei. Demnach fällt die Vormundschaft über den noch nicht mündigen Georg Wilhelm an dessen Mutter Luise sowie die drei Landeshauptleute der hinterlassenen Fürstentümer. Eine Ehrenvormundschaft wird an den brandenburgischen Kurfürsten Friedrich Wilhelm sowie den Fürsten Johann Georg II. von Anhalt übertragen. Da zu befürchten ist, dass  Kaiser Leopold als böhmischer Landesherr die Obervormundschaft über den verwaisten Prinzen Georg Wilhelm an sich zieht, um ihn dann katholisch erziehen zu lassen, wird Georg Wilhelm einen Tag vor dem Tod seines Vaters in das brandenburgische Frankfurt gebracht. Aus diesem Grunde darf er auch nicht zur Beisetzung seines Vaters am 31. März nach Brieg zurückkehren. In Frankfurt wird ein Haus angemietet und Georg Wilhelm nach einem Ausbildungsprogramm seines Erziehers unterrichtet. Am 23. August stiftet er den Orden vom Goldenen Hirsch.
- Maximilian Heinrich von Bayern, Erzbischof von Köln schließt mit dem Bürgermeister und Rat der Stadt Köln den Kendenicher Rezess zur Beilegung des Streits, nachdem die Stadt Köln an der Stadtmauer einen Festungsbau hochgezogen hat, der, da das Kölner Stadtgebiet exakt mit der Stadtmauer endet, in das Territorium des Erzbistums hineinragt. Die streitenden Parteien versprechen, künftig Frieden zu halten. Streitigkeiten werden ausschließlich vor dem Reichskammergericht in Speyer ausgetragen. Die Stadt Köln verpflichtet sich außerdem, die Fortifikationen abzureißen oder anderweitig Satifikation zu leisten.
- 14. April: Friedrich Wilhelm III., letzter Herzog von Sachsen-Altenburg, stirbt 14-jährig an den Pocken. Nach dem damit verbundenen Aussterben der Herzogsdynastie in Sachsen-Altenburg wird das Territorium zwischen Sachsen-Weimar und Sachsen-Gotha aufgeteilt. Gotha, das den Löwenanteil des Herzogtums erhält, wird damit zum Herzogtum Sachsen-Gotha-Altenburg.

### Wirtschaft

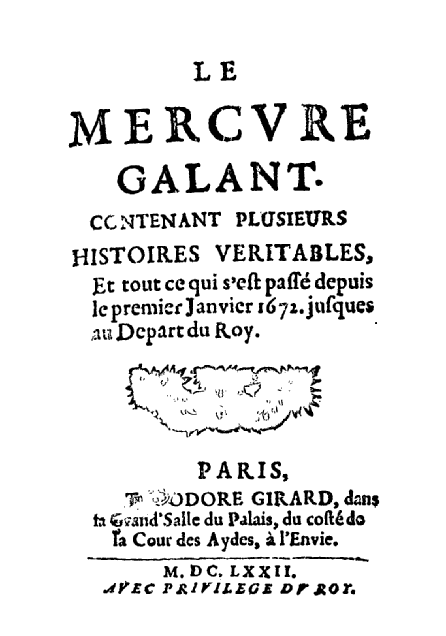
Erste Ausgabe des Mercure Galant

- Januar: Die französische Monatszeitschrift Mercure Gallant erscheint erstmals.
- Die Privatbank C. Hoare & Co. wird gegründet.

### Wissenschaft und Technik
- Der englische Botaniker, Arzt und Physiologe Nehemiah Grew verfasst das Werk Idea of a Philosophical History of Plants und begründet damit die Phytotomie, die Wissenschaft der Gestalt von Pflanzen.

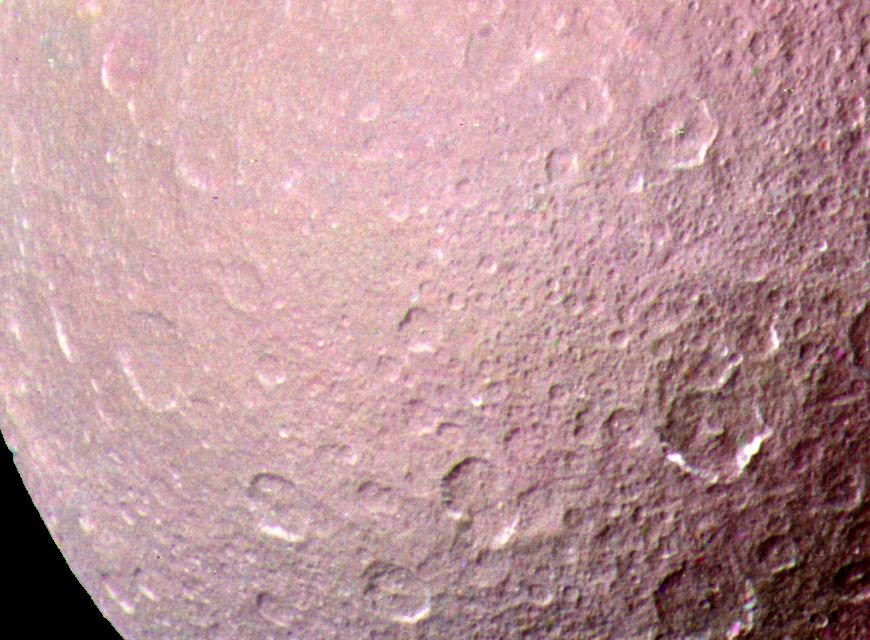
Krater auf Rhea, von Voyager 1 fotografiert

- 23. Dezember: Der italienisch-französische Astronom und Mathematiker Giovanni Domenico Cassini entdeckt den Saturnmond Rhea.

### Kultur
- 9. Februar: Am Opernhaus am Taschenberg in Dresden findet die Uraufführung der frühesten vollständig erhaltenen deutschen Oper Drama oder Musikalisches Schauspiel von der Dafne von Marco Giuseppe Peranda und Giovanni Andrea Bontempi statt.
- 11. März: Die gelehrten Frauen (Les Femmes savantes), eine Komödie des französischen Dichters Molière wird auf der Bühne des Palais Royal in Paris uraufgeführt.

### Gesellschaft
- Der osmanische Beamte Hacı Ali verfasst ein Tagebuch über den Feldzug des Jahres 1672 gegen Polen-Litauen.

### Religion
- 15. März: Der englische König Karl II. erlässt die Erklärung zur Gewährung der Gewissensfreiheit (Royal Declaration of Indulgence). Sie zielt auf Toleranz gegenüber den englischen Katholiken ab. Im Folgejahr muss sie wegen parlamentarischen Widerständen vom König zurückgenommen werden.

## Geboren

### Erstes Halbjahr
- 13. Januar: Lucia Filippini, die Gründerin der Schwesternkongregation Maestre Pie Filippini († 1732)
- 16. Januar: Francesco Mancini, neapolitanischer Kapellmeister und Komponist († 1737)
- 17. Januar: Antoine Houdar de la Motte, französischer Dramatiker, Librett und Poetiker im Zeitalter von Ludwig XIV. († 1731)
- 24. Januar: Albrecht Friedrich von Brandenburg-Schwedt, kurbrandenburgisch-preußischer Generalleutnant und Herrenmeister des Johanniterordens († 1731)
- 26. Januar: Anna Mons, westfälische Bürgerin, Geliebte Peters des Großen († 1714)
- 13. Februar: Étienne François Geoffroy (der Ältere), französischer Chemiker und Mediziner († 1731)
- 21. März: Johann Georg Abicht, Theologe und Sprachforscher († 1740)
- 11. April: Johann Christian Bucke, deutscher lutherischer Theologe († 1723)
- 01. Mai: Joseph Addison, britischer Schriftsteller und Politiker († 1719)

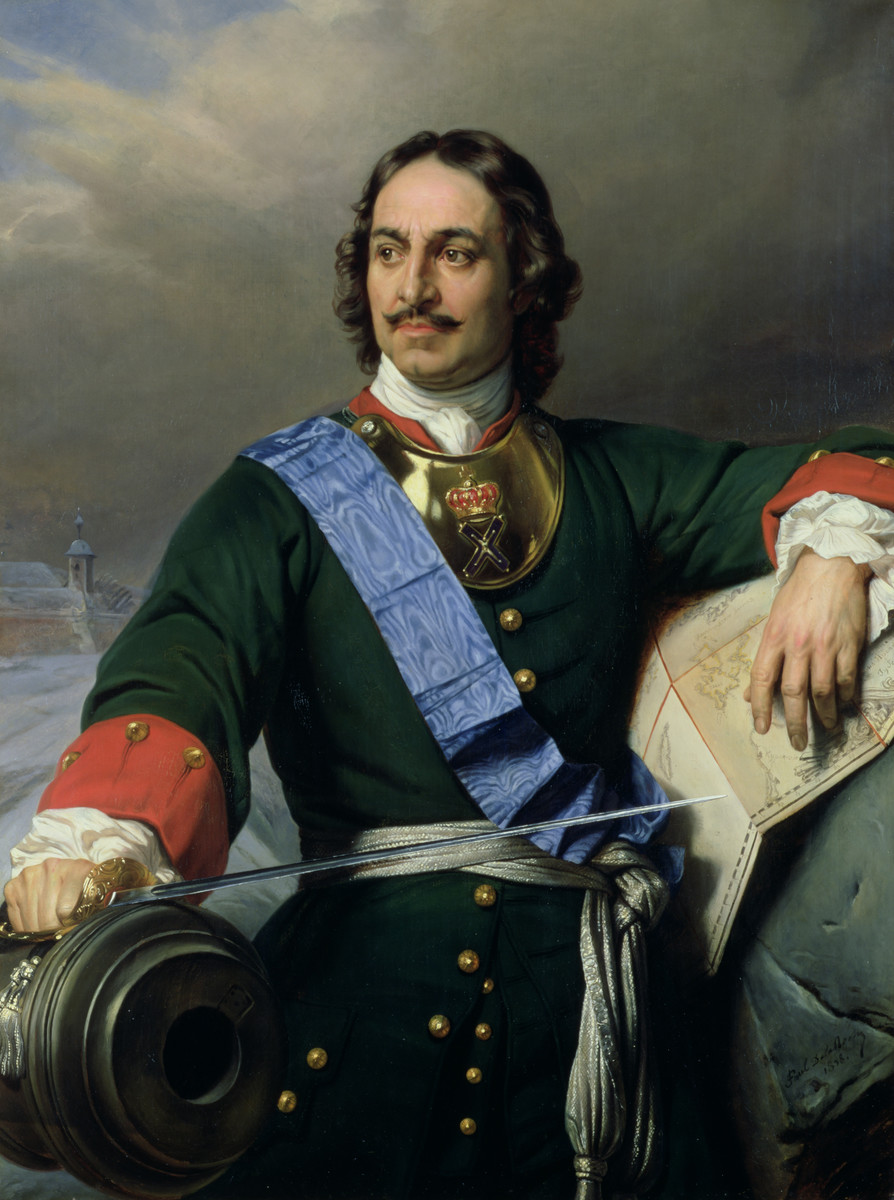
Peter I., der Große

- 09. Juni: Peter I. der Große, Zar und Großfürst von Russland und erster Kaiser des Russischen Reichs († 1725)
- 11. Juni: Francesco Antonio Bonporti, italienischer Priester und Komponist († 1749)
- 13. Juni: Anna Maria Franziska, Prinzessin von Sachsen-Lauenburg, Pfalzgräfin von Neuburg und Großherzogin der Toskana († 1741)
- 17. Juni: Charlotte von Hessen-Homburg, Herzogin von Sachsen-Weimar († 1738)

### Zweites Halbjahr
- 16. Juli: Barbara FitzRoy, uneheliche Tochter des englischen Königs Karl II. († 1737)
- 29. Juli: Charles Lennox, 1. Duke of Richmond, unehelicher Sohn des englischen Königs Karl II. († 1723)
- 01. August: Sebastian Edzardus, deutscher Philosoph, lutherischer Streittheologe und Missionar († 1736)
- 02. August: Johann Jakob Scheuchzer, Schweizer Arzt und Naturforscher († 1733)
- 16. September: Gustav Georg Zeltner, evangelischer Theologe († 1738)
- 000September: Antoine Forqueray, französischer Komponist und königlicher Kammermusiker († 1745)
- 03. Oktober: Friedrich Gottlieb Kettner, deutscher lutherischer Theologe und Kirchenhistoriker († 1739)
- 07. Oktober: Ernst Ludwig I., Herzog von Sachsen-Meiningen († 1724)
- 12. Oktober: Albrecht Meno Verpoorten, deutscher Pädagoge und lutherischer Theologe († 1752)
- 21. Oktober: Pylyp Orlyk, Führer der Saporoscher Kosaken († 1742)
- 01. November: Wilhelm Chenu de Chalsac l’Aujardiere, preußischer Oberst und Abenteurer († 1731)
- 10. November: Johann Adolf von Metsch, Reichsvizekanzler des Heiligen Römischen Reiches († 1740)
- 22. November: Justus Falckner, deutsch-amerikanischer lutherischer Pastor († 1723)
- 26. November: Ernst Wladislaus von Dönhoff, preußischer Generalleutnant († 1724)
- 19. Dezember: Johann Christian Rindt, deutscher Orgelbauer († 1744)
- 21. Dezember: Benjamin Schmolck, deutscher Kirchenliederdichter († 1737)
- 21. Dezember: Johann Christoph Schwedler, deutscher lutherischer Theologe und Kirchenlieddichter († 1730)
- 24. Dezember: John Wanton, Gouverneur der Colony of Rhode Islands and Providence Plantations († 1740)

### Genaues Geburtsdatum unbekannt
- Georg Andreas Agricola, deutscher Arzt und Botaniker († 1738)
- Domenico d’Angeli, italienischer Architekt und Baumeister († 1738)
- Rosamunde Juliane von der Asseburg, deutsche Adelige († 1712)
- Johann Konrad Dreyer, deutscher Tenor und Kantor († 1742)
- Nicolas de Grigny, französischer Komponist († 1703)
- Sebastian Regondi, italienischer Steinmetz und Bildhauer († 1717)
- Lukjan Alexejewitsch Wereschtschagin, russischer Schiffbauer († 1713)

## Gestorben

### Todesdatum gesichert
- 04. Januar: Friedrich von Ahlefeldt, Herr auf Kohøved, Bienebek und Hald (* 1627)
- 05. Januar: Men-Fort Gabriel, Schweizer Geistlicher (* 1608)
- 22. Januar: Konrad Gumprecht von Aldenbrück, deutscher Kämmerer, Generalwachtmeister und Geheimer Rat (* 1624)
- 03. Februar: Philipp Valentin Voit von Rieneck, Fürstbischof von Bamberg (* 1612)
- 04. Februar: Anna Maria Martinozzi, eine der Mazarinetten und Fürstin von Conti (* 1637)
- 28. Februar: Christian, Herzog von Brieg, Wohlau und Ohlau (* 1618)
- 02. März: Christoph Gumpp der Jüngere, österreichischer Hofbaumeister und Hoftischler (* 1600)
- 08. März: Daniel von Plessen, deutscher Verwaltungsbeamter (* 1606)
- 14. März: Johann Wilhelm Simler, Schweizer Dichter (* 1605)
- 15. März: Ernst Odowalsky, Militär im Dreißigjährigen Krieg (* 1592)
- 22. März: Ludmilla Elisabeth von Schwarzburg-Rudolstadt, deutsche Kirchenlieddichterin (* 1640)
- 26. März: Anna Persauter, Opfer der Hexenverfolgung in Saulgau (* 1624)
- 04. April: Heinrich Ernst zu Stolberg, Graf von Stolberg-Wernigerode (* 1593)
- 13. April: Margarete von Lothringen, Herzogin von Orléans (* 1615)
- 14. April: Friedrich Wilhelm III., Herzog von Sachsen-Altenburg (* 1657)
- 21. April: Franz Burmeister, evangelischer Theologe und Dichter (* 1633)
- 27. April: Kurt Reinicke von Callenberg, deutscher Soldat und Verwaltungsbeamter (* 1607)
- 05. Mai: Samuel Cooper, englischer Miniaturmaler (* 1609)
- 27. Mai: Johann Arnold Friderici, deutscher Mediziner und Botaniker (* 1637)
- 28. Mai: Edward Montagu, 1. Earl of Sandwich, englischer Admiral und Politiker (* 1625)
- 28. Mai: Richard Nicolls, englischer Kolonialgouverneur der Provinz New York (* 1624)
- 12. Juni: Charles Paris d’Orléans-Longueville, Herzog von Longueville, Fürst von Neuchâtel (* 1649)
- 03. Juli: Francis Willughby, englischer Naturforscher (* 1635)
- 06. Juli: Johann Georg Reinhard, deutscher Jurist und Verwaltungsbeamter (* 1606)
- 09. Juli: Daniel Colonius der Jüngere, niederländischer Rechtswissenschaftler (* 1608)
- 10. Juli: Peter Marselis, niederländisch-russischer Großkaufmann, Architekt und Ingenieur (* 1602)
- 21. Juli: John Underhill, englischer Puritaner, Kolonist und Captain in der Massachusetts Bay Company in Nordamerika (* 1597)

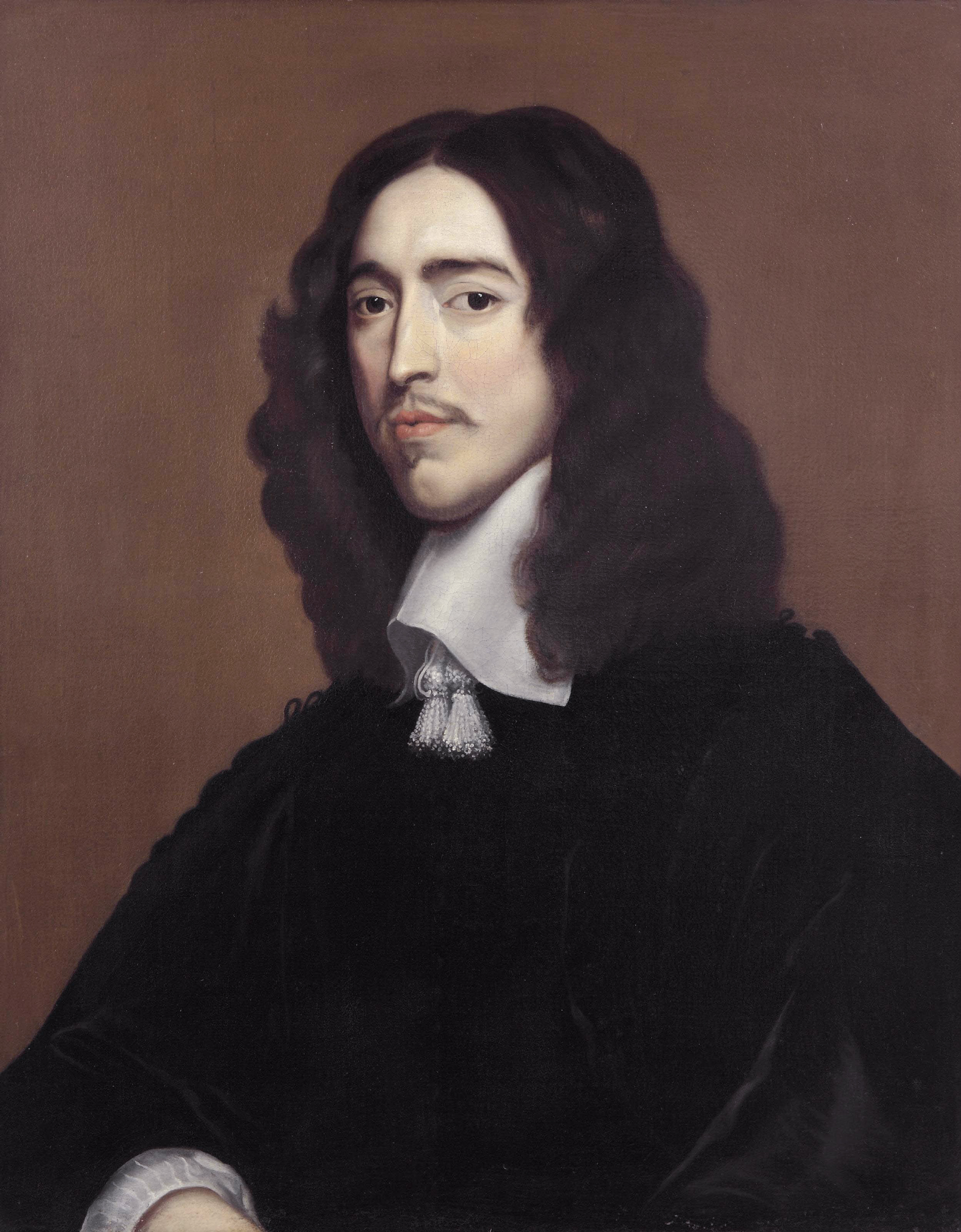
Johan de Witt

- 20. August: Johan de Witt, niederländischer Staatsmann (* 1625)
- 20. August: Cornelis de Witt, niederländischer Politiker (* 1623)
- 29. August: Nicolaus Zapf, deutscher lutherischer Theologe (* 1600)
- 14. September: Henri Charles de La Trémoille, führende Persönlichkeit der Fronde (* 1620)
- 16. September: Anne Bradstreet, die erste amerikanische Dichterin, deren Werke publiziert wurden (* 1612)
- 29. September: Johannes Müller, deutscher lutherischer Theologe (* 1598)
- 17. Oktober: Anna Maria von Baden-Durlach, deutsche Dichterin und Malerin (* 1617)
- 04. November: Lucas van Uden, flämischer Maler und Radierer (* 1595)
- 12. November: Melchior Barthel, deutscher Bildhauer (* 1625)
- 12. November: Jean Nocret, französischer Maler und Porträtist (* 1615)
- 14. November: Franciscus Sylvius, hessisch-niederländischer Arzt, Anatom und Naturwissenschaftler (* 1614)
- 16. November: Heinrich Schütz, deutscher Musiker, Komponist und Organist der Barockzeit (* 1585)
- 19. November: John Wilkins, Bischof von Chester (* 1614)
- 06. Dezember: Pedro Antonio Fernández de Castro, spanischer Kolonialverwalter und Vizekönig von Peru (* 1632)
- 07. Dezember: Richard Bellingham, Gouverneur der englischen Massachusetts Bay Colony (* 1591/92)
- 12. Dezember: Charles Stewart, 6. Duke of Lennox, schottischer Adeliger (* 1639)
- 15. Dezember: Johann Brunnemann, deutscher Jurist (* 1608)
- 16. Dezember: Johann II. Kasimir, König von Polen (* 1609)
- 17. Dezember: Giovanni Antonio Boretti, italienischer Sänger und Komponist (* um 1640)
- 19. Dezember: Dorothea Diana von Salm, Gräfin von Hanau-Lichtenberg (* 1604)
- 21. Dezember: Petrus Zander, deutscher evangelisch-lutherischer Geistlicher (* 1619)
- 29. Dezember: Francisco de Meneses Brito, spanischer Offizier und Gouverneur von Chile (* 1615)

### Genaues Todesdatum unbekannt
- Yoshida Mitsuyoshi, japanischer Rechenbuchautor (* 1598)